# Шишкина-Явейн, Поликсена Несторовна
Поликсе́на Не́сторовна Ши́шкина-Яве́йн (апрель 1875, Николаев, Российская Империя — март 1947, Ленинград, Советский Союз) — врач, общественный деятель, суфражистка.

## Биография
Поликсена Несторовна Шишкина родилась в апреле 1875 года в г. Николаеве в семье капельмейстера. Получила домашнее образование.
В 1904 году закончила Санкт-Петербургский женский медицинский институт.
Сферой её профессиональной деятельности стала гинекология. В 1900 году вышла замуж за профессора Медико-хирургической академии Георгия Юльевича Явейна.
Во время Первой мировой войны Шишкина-Явейн преподавала на медицинских курсах, работала в больнице для солдат и помогала организовывать общественные столовые и женские приюты. Вместе с семьёй Поликсена Нестровна покинула Санкт-Петербург после Октябрьской революции 1917 года и эмигрировала в Болгарию. Во время эпидемии тифа она с семьёй переехала в новую независимую Эстонию, но там ей не позволили заниматься врачебной практикой. После смерти мужа в 1920 году Шишкина-Явейн с детьми оказалась в тяжёлом материальном положении и вернулась в Ленинград в Советскую Россию, где работала санитарным врачом. Пережила блокаду Ленинграда во время Второй мировой войны. Умерла в марте 1947 года. Похоронена на Никольском кладбище в Санкт-Петербурге.

## Семья
Муж — Георгий Юльевич Явейн.
Сын — Игорь Георгиевич Явейн.
Дочь — Алла Георгиевна Явейн.

## Деятельность
В 1910 году Шишкина-Явейн стала председательницей «Всероссийской Лиги равноправия женщин» и конкретизировала её политику. От цели всеобщей демократизации обратилась к требованию ввести на законодательном уровне избирательное право женщин. За время существования Лига стала крупнейшей и самой влиятельной женской политической организацией в России.

П. Н. Шишкина-Явейн публиковалась в английском суфражистском журнале «Jus Suffragii». Имела много контактов с иностранными феминистками. Она сочетала в себе талант администратора и оратора. «Рижский вестник» писал о её лекции «Женское движение и его настроение в России и за границей», прочитанной 3 марта 1914 года в рижском женском клубе: 
«Бесспорно, это одна из лучших лекций, читанных в Риге в последние годы. Интересная, животрепещущая тема, глубокая содержательность, богатство правильных наблюдений, ясность и простота изложения <...> вот те данные, которые не могли не произвести на слушателей сильного впечатления <...> Внутренний огонь, убедительность речи, дышащей глубокой убеждённостью, покоряющей слушателей своей строгой логичностью и аргументацией, обличают в лектрисе — я бы сказал — чисто мужской ум, рискуя навлечь на себя упрек в не сочувствии той миссии, которую приняла на себя П. Н.»
19 марта 1917 года вместе с Верой Фигнер организовала сорокатысячную женскую демонстрацию с требованием права голоса, в результате которой Временное Правительство объявило о распространении избирательных прав на женщин. Возглавляла список Островского отдела Всероссийской Лиги равноправия женщин на выборах в Учредительное собрание в Псковской губернии.
Кроме Лиги равноправия женщин, Шишкина-Явейн также была активным членом Трудовой партии.